# Bâtiment du lycée de Pirot
Le bâtiment du lycée de Pirot (en serbe cyrillique : Зграда Гимназије у Пироту ; en serbe latin : Zgrada Gimnazije u Pirotu) se trouve à Pirot, dans le district de Pirot, en Serbie. Il est inscrit sur la liste des monuments culturels protégés de la république de Serbie (identifiant no SK 940),.